# Kroniki portowe
Kroniki portowe – amerykański film obyczajowy na podstawie powieści E. Annie Proulx, pod tym samym tytułem uhonorowanej 1994 roku Nagrodą Pulitzera w kategorii beletrystyka.

## Główne role
- Kevin Spacey - Quoyle
- Julianne Moore - Wavey Prowse
- Judi Dench - Agnis Hamm
- Cate Blanchett - Petal Bear
- Pete Postlethwaite - Tert X. Card
- Rhys Ifans - Beaufield Nutbeem
- Scott Glenn - Jack Buggit

## Fabuła
Quoyle opisuje swoje życie jako pasmo niepowodzeń i beznadziejnej pustej egzystencji. Do czasu, gdy zostaje zmuszony do wyjazdu wraz z małą córeczką daleko na północ, do Kanady, skąd pochodzi jego rodzina. Tam, gdzie znana jest historia jego przodków, gdzie za sprawą pochodzenia ma pewną swoją pozycję w lokalnej społeczności miasteczka, gdzie poznaje tajemnice życia w Nowej Fundlandii i niezwykłe dzieje swojej rodziny, jego życie zmienia się.

## Nagrody i nominacje
Złote Globy 2001
- Najlepszy aktor dramatyczny - Kevin Spacey (nominacja)
- Najlepsza muzyka - Christopher Young (nominacja)

Nagroda BAFTA 2001
- Najlepszy aktor - Kevin Spacey (nominacja)
- Najlepsza aktorka drugoplanowa - Judi Dench (nominacja)